# 2997 Cabrera
2997 Cabrera è un asteroide della fascia principale. Scoperto nel 1974, presenta un'orbita caratterizzata da un semiasse maggiore pari a 2,5562424 UA e da un'eccentricità di 0,1966709, inclinata di 7,19205° rispetto all'eclittica.
Il nome dell'asteroide è dedicato all'astronomo argentino Laurentino Ascencio Cabrera (1917–2003).